# Richia arabella
Richia arabella är en fjärilsart som beskrevs av Dyar 1910. Richia arabella ingår i släktet Richia och familjen nattflyn. Inga underarter finns listade.